# 善應寺 (仙台市)

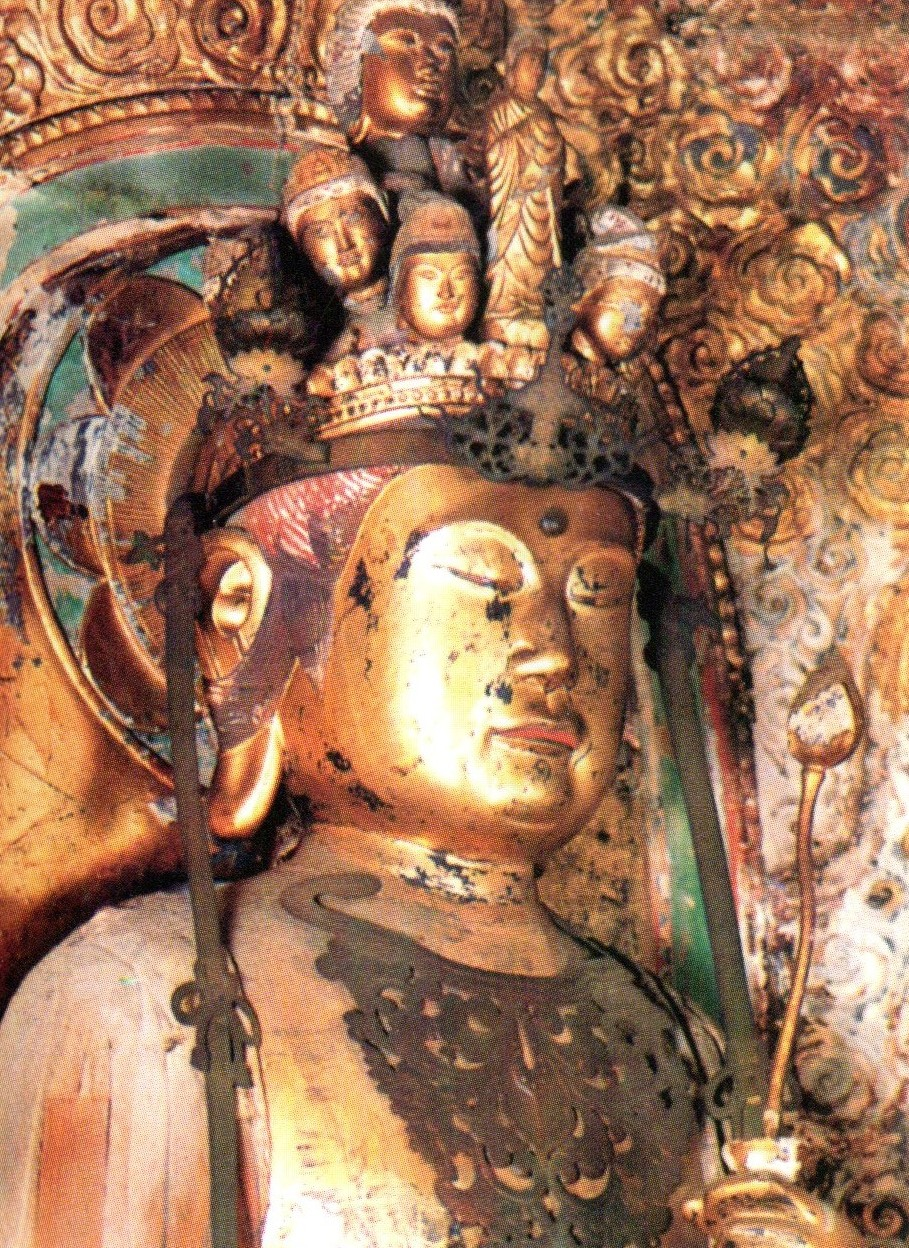
十一面観音菩薩立像

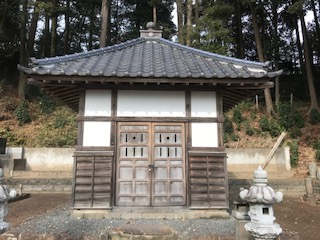
善應寺開山堂

善應寺（善応寺、ぜんのうじ）は、宮城県仙台市宮城野区にある臨済宗妙心寺派の寺院である。

## 概要
仙台藩主第4代伊達綱村は、別荘地であった燕沢の丘陵地約20万坪を、また、綱村の弟の伊達村和（むらより）も別荘地を 妙心寺派瑞巌寺の通玄法達禅師に喜捨し、ここに岩手県江刺郡黒石村にあった天台宗の慈覚大師（円仁）開基となる遮那王山長谷寺（しゃなおうざんちょうこくじ）の廃寺を移して、元禄10年（1697年）、甘棠山聖徳寺（かんとうざんしょうとくじ）を建立した。この寺は檀家を持たず第3代綱宗を開基として御位牌所として藩から寺領を与えられ、領地内の収益で運営されていた。
創建当時の本堂は、綱村の江戸住まいであった品川屋敷を移築したもので、当時高級品の板ガラス（ギヤマン）を障子戸にするなど、豪奢な造りだったことから、「ギヤマン寺」と呼ばれた。（現在は建て替えられて当時の建物は残っていない。）また、綱村の法諡（戒名）が「見性院殿雄山威公大居士」（けんしょういんでんゆうざんいこうだいこじ）であり、経ヶ峯（仙台市青葉区）の伊達家善應殿に遺骨が祀られたことから山号・寺号が加号されて甘棠大雄山聖徳善應寺（かんとうだいゆうざんしょうとくぜんのうじ）となり、現在、大雄山善應寺（だいゆうざんぜんのうじ）と号している。
二代目住職は、天嶺性空（てんれいしょうくう）禅師（1670～1740）である。通玄法達禅師に幼少期より世話になっている天嶺は、寺の工事で、多忙な初代通玄法達禅師に替わり現場責任者の大役を果たしたといわれている。天嶺禅師の父は安積伊東氏19代の伊東重良である。伊東重良は、伊達騒動で斬首の刑に処された伊東重孝（親戚）に関与した罪で島流しにあい、伊東家は事実上断絶した。重良の息子の天嶺は幼少だったため、流人の子として、瑞巌寺住職通玄法達禅師に預けられた。伊東重良は、のちに再評価されて着座という上位職としてお家再興を果たした（仙台叢書：第七巻「松島夜話」序文）。天嶺禅師は、総本山である京都大本山妙心寺の306世住職、瑞巌寺105世住職にもなっている。民衆への布教活動が認められ、亡くなった後に延享2年(1745年)に桜町天皇より、「浄智普鑑禅師」という名前を賜っている。瑞巌寺随一の能筆家として、才能に恵まれた人物で、松島五大堂の扁額、瑞巌寺参道入り口の扁額、気仙沼の安養山浄勝寺の「安養山」の扁額は師の手になるものである。天嶺の墓と位牌は善應寺にある。現在善應寺にある蒙古の碑（燕沢碑）も天嶺が関わっている。 
本尊は慈覚大師（円仁）作とされる十一面観世音菩薩立像（仙台市登録文化財）。元々は、仏殿（1981年に大雪で倒壊し、現在は存在しない）という建物に鎮座されていたが、1958年の本堂再建の際に本堂へ遷座していたため、損壊を免れている。
また同じ登録文化財として毘沙門天を祀っており、どちらも平安後期の貴重な意匠を現代に伝えている。臨済宗妙心寺派直末中本山の別格寺院であり、明治維新まで代々瑞巌寺からの法を継ぎ、以来「通玄派」と呼ばれる法流の法源地となっている。

## 文化財
- 善應寺開山堂-1968年（昭和43年）2月15日、仙台市指定有形文化財（建造物）[4]に指定。善應寺初代通玄禅師の墓所として宝永元年（1704年）に建立。11尺四方の宝形造桟瓦葺で、床面は四半敷の敷瓦、正面に桟唐戸の扉を付け、内部の奥には墓石が置かれ、その上に鷺足（さぎあし）と呼ばれる細長い脚に支えられた簡素な厨子があり,通玄禅師の木像を安置している。また、厨子の上部には伊達綱村筆「鶏足」（けいそく）の扁額が掛けられている。小規模ながら禅宗の開山堂として古い形をよく残しており、特に通玄禅師御在世当時、中国から渡ってきた黄檗派（現黄檗宗）の文化的装いも感じられる[3]。
- 善應寺横穴墓群-1968年（昭和43年）2月15日、仙台市指定史跡[4]に指定。善應寺横穴墓群は、飛鳥時代（7世紀後半）から奈良時代（8世紀）にかけて造成された地方豪族の横穴墓である。元は100基以上分布していたと見られるが、現在は25基程となっている。そのうち最大のものは羨道（えんどう）の入口から16メートルにも及び、また遺体を安置する玄室を区切るための玄門の閉鎖設備も発見されているなど、東北では例をみない優れた遺構である。仙台地方の開拓史上重要な遺跡である[3]。
- 十一面観世音菩薩立像-1997年（平成9年）3月25日、仙台市登録有形文化財（彫刻）[4]に登録。
- 毘沙門天立像-1997年（平成9年）3月25日、仙台市登録有形文化財（彫刻）[4]に登録。
- 蒙古の碑（燕沢碑）。